# Le Détroit
Le Détroit é uma comuna francesa na região administrativa da Normandia, no departamento Calvados. Estende-se por uma área de 5,47 km². Em 2010 a comuna tinha 89 habitantes (densidade: 16,3 hab./km²).